# Louis Paul Cailletet
Louis-Paul Cailletet (Châtillon-sur-Seine, 1832. szeptember 21. – Párizs, 1913. január 5.) francia fizikus és feltaláló.

## Élete
Párizsban járt iskolába, majd visszatért Châtillon-ba, hogy apja fémöntő üzemét vezesse. A fémek öntésekor bekövetkezett balesetek vizsgálata során rájött, hogy a magas hő hatására a fémből a benne lévő oldott gázok felszabadulnak, ami instabillá tette a folyamatot.
Később gázok alacsony hőmérsékletre való hűtésével és cseppfolyósításával kezdett foglalkozni. 1877-ben sikeresen előállított folyékony oxigént. Módszere eltérő volt Raoul Pictet módszerétől, aki szintén ezzel foglalkozott. Cailletet a Joule-Thomson folyamatot alkalmazta; az oxigént összenyomta és lehűtötte, majd egy gyorsan lejátszódó tágulás során a gáz még tovább hűlt, így pár csepp folyékony oxigén keletkezett.
Más eredményei mellett elkészített egy 300 méter hosszúságú nyomásmérőt, amit az Eiffel-toronynál állított fel. Ezzel a tárgyak szabadesését és a rájuk ható levegőellenállást mérte. Vizsgálta egy légzőkészülék nagy magasságban való alkalmazását, ami folyékony oxigént használt. Több eszközt kifejlesztett, például magasságmérőt és a levegőből mintát vevő berendezést, ami a felső légkör összetételének vizsgálatára volt alkalmas.

## Díjak, elismerések
Munkásságáért 1878-ban Davy-érmet kapott. 1884-ben a Természettudományi Akadémia tagjává választották.